# QuickBASIC
QuickBASIC is een op BASIC gebaseerde ontwikkelomgeving (IDE) en compiler voor MS-DOS, Mac OS en OS/2. De eerste verscheen verscheen op 18 augustus 1985.

## Beschrijving
QuickBASIC maakt het mogelijk om broncode te compileren in uitvoerbare bestanden, maar ook in modules en bibliotheken. Het is gebaseerd op GW-BASIC en voegt extra functies en mogelijkheden toe, zoals directe geheugenmanipulatie en het gebruik van softwarebibliotheken.
De laatst uitgebrachte versie is Quickbasic Extended 7.1 PDS (Professional Development System), dat onder meer wordt geleverd met ondersteuning voor het ISAM-bestandsformaat en verbeterd geheugenbeheer. QBasic, dat werd geleverd met MS-DOS versie 5 of hoger, was gebaseerd op QuickBasic 4.5.
In 1988 verscheen met Microsoft QuickBASIC 1.00 ook kortstondig een versie voor de Apple Macintosh.